# Gare de Belval-Lycée
Pour les articles homonymes, voir Gare de Belval (homonymie).
La gare de Belval-Lycée est une gare ferroviaire luxembourgeoise de la ligne 6f, d'Esch-sur-Alzette à Pétange, située à Belvaux sur le territoire de la commune de Sanem dans le canton d'Esch-sur-Alzette. Elle dessert le Lycée Bel-Val situé à proximité sur le site de Belval.
Mise en service en 2011, c'est une halte voyageurs de la Société nationale des chemins de fer luxembourgeois (CFL).

## Situation ferroviaire
Établie à 314 mètres d'altitude, la gare de Belval-Lycée est située au point kilométrique (PK) 11,520 de la ligne 6f, d'Esch-sur-Alzette à Pétange, entre les gares de Belval-Rédange et de Belval-Université.

## Histoire
L'arrêt ferroviaire de Belval-Lycée est inauguré le 29 septembre 2011, le même jour que le nouveau Lycée Bel-Val qu'il dessert. Pour un coût de 2,5 millions d'euros et un chantier de 14 mois la Société nationale des chemins de fer luxembourgeois (CFL) a fait construire deux quais longs de 200 mètres équipés chacun d'un abri et d'un accès avec ascenseur. Il est situé sur le pont ferroviaire qui surplombe la voie routière CR 168 ce qui a évité la construction d'un souterrain le passage sous voies s'effectuant par les trottoirs de la route. Pour permettre le cheminement entre le Lycée et l'arrêt ferroviaire, une passerelle a été réalisée pour franchir les sept voies de la gare de triage de l'usine de Belval.

## Service des voyageurs

### Accueil
Halte CFL, c'est un point d'arrêt non géré avec deux abris. Elle est équipée d'un automate pour l'achat de titres de transport. L'accès aux quais et la traversée des voies s'effectuent par un passage sous voies équipé d'ascenseurs.

### Desserte
Belval-Lycée est desservie par des trains Regional-Express (RE) et Regionalbunn (RB) qui exécutent les relations suivantes, :
- Luxembourg - Rodange ;
- Troisvierges - Luxembourg - Rodange.

### Intermodalité
Des places de stationnement sont disponibles pour les véhicules. La gare est desservie par les lignes 3 et 15 du transport intercommunal de personnes dans le canton d'Esch-sur-Alzette et par la ligne 642 du Régime général des transports routiers.